# Крекінг-установка у Баглан-Бей
Крекінг-установка у Баглан-Бей — складова частина колишнього нафтохімічного майданчику компанії BP, розміщеного на південно-західному узбережжі Уельсу.
Першу піролізну установку потужністю 60 тисяч тонн етилену на рік запустили на майданчику у Баглан-Бей в 1963 році. Вона споживала газовий бензин (naphtha), постачений із розташованого неподалік НПЗ у Лландарсі, та живила виробництва дихлориду етилену (напівфабрикат для випуску мономеру вінілхлориду) та мономеру стирену. Використання важкої сировини давало можливість також випускати пропілен, бутадієн (5 тисяч тонн) та ізобутилен.
У 1973-му стала до ладу сучасніша й значно більша установка, здатна видавати 335 тисяч тонн етилену на рік. Крім того, потужність майданчику по бутадієну зросла до 50 тисяч тонн. Етилен споживали нові виробництва вінілхлориду (260 тисяч тонн), мономеру стирену (первісно 220 тисяч тонн, згодом показник збільшили до 275 тисяч тонн), мономеру вінілацетату (100 тисяч тонн) та етанолу (155 тисяч тонн). Пропілен використовували для продукування ізопропанолу (85 тисяч тонн). 
Після закриття у середині 1980-х крекінг-установки компанії Shell у Каррінгтоні (за дві сотні кілометрів на північ у районі Манчестера), до останнього за допомогою автоцистерн почали доправляти етилен з Баглан-Бей (приблизно 25 тисяч тонн на рік).
На початку 1990-х через нерентабельність почали закривати виробництва і в Баглан-Бей. Спершу в 1992-му вивели з експлуатації блок виділення бутадієну, а за два роки зупинили головну установку парового крекінгу. На привізному етилені та пропілені продовжували випускати мономер вінілацетату, етанол та ізопропанол. Завод стирену перейшов на використання привізного етилбензену (раніше цей напівфабрикат продукували тут же), крім того, була закрита одна з двох його ліній, що зменшило потужність до 140 тисяч тонн.
У 1999 році в Баглан-Бей закрили заводи стирену та етанолу. Останній замінило нове підприємство потужністю 110 тисяч тонн, споруджене на одному майданчику з шотландською крекінг-установкою в Гренджмуті. Що стосується мономеру вінілацетату, то закрити це виробництво дав змогу новий завод у Галлі потужністю 250 тисяч тонн, який живився з того-таки Гренджмуту через етиленопровід Тіссайд – Салтенд.